# Doo Wop (That Thing)
Doo Wop (That Thing) is een single van de Amerikaanse zangeres en rapper Lauryn Hill uit 1998. In hetzelfde jaar stond het als vijfde track op het met twee Grammy's bekroonde album The Miseducation of Lauryn Hill.

## Achtergrond
Doo Wop (That Thing) is geschreven en geproduceerd door Lauryn Hill. Het nummer kwam uit in een periode dat er steeds meer vrouwelijke hiphop artiesten opkwamen, maar vooral met seksueel getinte teksten. Met Doo Wop (That Thing) ging Hill een andere kant op, ze wilde met het nummer een boodschap overbrengen over hoe mensen hun lichaam niet moeten gebruiken als object. Het nummer werd voor veel vrouwelijk artiesten een voorbeeld hoe ze ook liedjes konden maken, zonder dat ze zichzelf en hun seksualiteit moesten "verkopen". Het lied was internationaal erg succesvol. Het kwam de Billboard Hot 100 in op de eerste plaats, stond in het Verenigd Koninkrijk op de derde plaats en in beide hitlijsten van Nederland stond het op de vierde plaats. In België was het minder succesvol, met slechts een 18e plaats in Wallonië en een  35e positie in Vlaanderen. Bij de 41e Grammy Award uitreikingen won Doo Wop (That Thing) twee Grammy's: één voor Best Female R&B Vocal Performance en één voor Best Rhythm & Blues Song.